# おもろ植物園
おもろ植物園（Omoro Botanical Garden）は、沖縄県国頭郡の海洋博公園内にある植物園である。園内には沖縄の歌謡集『おもろさうし』にうたわれている植物が展示栽培されている。

## 概要
おもろ植物園は、1980年（昭和55年）に沖縄国際海洋博覧会跡地の海洋博公園内に開園した。
皇太子時代の明仁天皇が沖縄国際海洋博覧会の名誉総裁を務めていた際、その跡地に『おもろさうし』に登場する植物を万葉植物園のように見せる植物園を提案していた。
植物園の実施設計を受注した国建によると、計画調査のメンバーの一人であった外間守善は、明仁天皇が皇太子の時に古謡を教える立場にあり、おもろ植物園の構想を当時の宮内庁へ伝えていたという。
その後、建設省から植物だけでなく古い沖縄の村を再現する提案があり、おきなわ郷土村 おもろ植物園に繋がったとしている。

## 園内の植物
『おもろさうし』に登場する植物の中で、沖縄の在来種20数種類が展示栽培されている。
- アカテツ
- アコウ
- イトバショウ
- イヌマキ
- ウラジロエノキ
- オオハマボウ
- ガジュマル
- カンヒザクラ
- ゲッキツ
- ゲットウ
- サルスベリ
- シャリンバイ
- センダン
- ツワブキ
- テリハボク
- ヒハツモドキ
- ビロウ
- フクギ
- フクマンギ
- ホテイチク
- マサキ
- モモ
- リュウキュウコクタン